# خریت فان ویس
خریت فان ویس (هلندی: Gerrit van Wees; ۲۶ ژانویهٔ ۱۹۱۳ – ۵ مهٔ ۱۹۹۵) دوچرخه‌سوار اهل هلند بود.